# Ясенок (приток Быстрой Сосны)
Ясенок — река в Измалковском районе Липецкой области России. Левый приток реки Быстрой Сосны. Длина реки составляет 25 км, площадь водосборного бассейна — 145 км².
Исток находится в 2 км южнее села Измалково в районе кладбища. Течёт на юг, впадает в Быструю Сосну в 80 км от её устья, чуть ниже хутора Бухолдино.
Название реки произошло от слова ясень. Река дала наименования трём деревням — Ясенок, Ясенок 1-й и Ясенок 2-й.
Основной приток — Усерт (левый, длина 14 км).

## Данные водного реестра
По данным государственного водного реестра России относится к Донскому бассейновому округу, водохозяйственный участок реки — река Сосна, речной подбассейн реки — бассейны притоков Дона до впадения Хопра. Речной бассейн реки — Дон (российская часть бассейна).
Код объекта в государственном водном реестре — 05010100212107000001838.

## Населённые пункты (от истока к устью)
- Кошкино
- Никольское
- Ясенок
- Петровское
- Фёдоровка
- Ивановка
- Никольское 2-е
- Ачкасово
- Калиновка
- Васильевка
- Привольный
- Архангельское 2-е
- Ясенок 2-й
- Архангельское 1-е
- Ясенок 1-й
- Бухолдино